# Regina Kari
Regina Kari (* 18. Juni 1892 in Tampere; † 24. Mai 1970 in Toijala) war eine finnische Schwimmerin.

## Karriere
Kari errang 1910 den finnischen Meistertitel über 100 m Freistil. Im selben Jahr stellte sie einen nationalen Kurzbahnrekord über 100 m Freistil auf – dieser hatte für zwei Jahre Bestand. 1912 nahm sie an den Olympischen Spielen in Stockholm teil. Hier scheiterte sie über 100 m Freistil als Sechste ihres Vorlaufes am Halbfinaleinzug.